# Hélène Durand
Hélène-Emilie Durand (Watermaal-Bosvoorde, 9 augustus 1883 - Ukkel, 4 augustus 1934) was een Belgisch botanisch illustratrice. Plantentuin Meise noemt haar als een van de pioniers in het vak.

## Biografie
Durand werd op 9 augustus 1883 geboren als de dochter van Théophile Alexis Durand, die van 1901 tot en met 1912 directeur was van de Brusselse Kruidtuin, en de Nederlandse Sofie Van Eelde in Watermaal-Bosvoorde, vlak bij  Brussel. Haar grootvader langs vaders kant, Louis Durand, was predikant en schilder in Vaud in Zwitserland. Na zijn huwelijk met een Belgische vrouw verhuisde hij naar België.
Op 7 juli 1903 behaalde ze een master in de kunstwetenschappen. Op 4 september van dat jaar ging Durand, die dan actief was als tekenlerares in Sint-Joost-ten-Node, op vrijwillige basis werken in de Kruidtuin. Er was namelijk onvoldoende geld beschikbaar om kunstenaars vast aan te nemen. Ze volgde lessen plantkunde van Léo Errera en lessen metallografie van Jean Massart aan de Université libre de Bruxelles. Hier ontdekte ze haar passie voor botanica. Op 11 juli 1906 benoemde de directeur van het Congomuseum haar tot tekenaar van de Congolese overheid. Op 1 oktober van dat jaar werden haar eerste entomologische werken gepubliceerd, door het Koninklijk Belgisch Instituut voor Natuurwetenschappen. Ze maakte illustraties voor de jaarverslagen van het Congomuseum en illustreerde eveneens paddenstoelen die met het schip Belgica van de Belgische Antarctische expeditie werden meegebracht. In februari 1908 tekende ze insecten voor Henri Schouteden. Desalniettemin bleef ze vooral geïnteresseerd in plantkunde, waardoor ze zich in 1908 aansloot bij de Koninklijke Belgische Botanische Vereniging. In 1909 publiceerde ze, samen met haar vader, Sylloge Florae congolanae, waarin de phanerogamische flora van Congo werd besproken. Hiermee wonnen ze de Prix Émile Laurent van de Académie royale de Belgique. In 1912, het jaar waarin haar vader stierf, werd ze betaald preparateur bij de Kruidtuin. In augustus 1914 sloot ze zich, na het uitbreken van de Eerste Wereldoorlog, tijdelijk aan bij het Rode Kruis om vluchtelingen te verzorgen. In september van dat jaar hervatte ze haar werk in de Kruidtuin. In 1915 alleen publiceerde ze 243 werken. In 1928 exposeerde ze samen met Ray Nyst in de Kruidtuin. In de nacht van 3 op 4 augustus 1934 overleed Durand aan een longaandoening in een ziekenhuis in Ukkel. Haar tekeningen worden bewaard in de Plantentuin in Meise.

## Illustraties

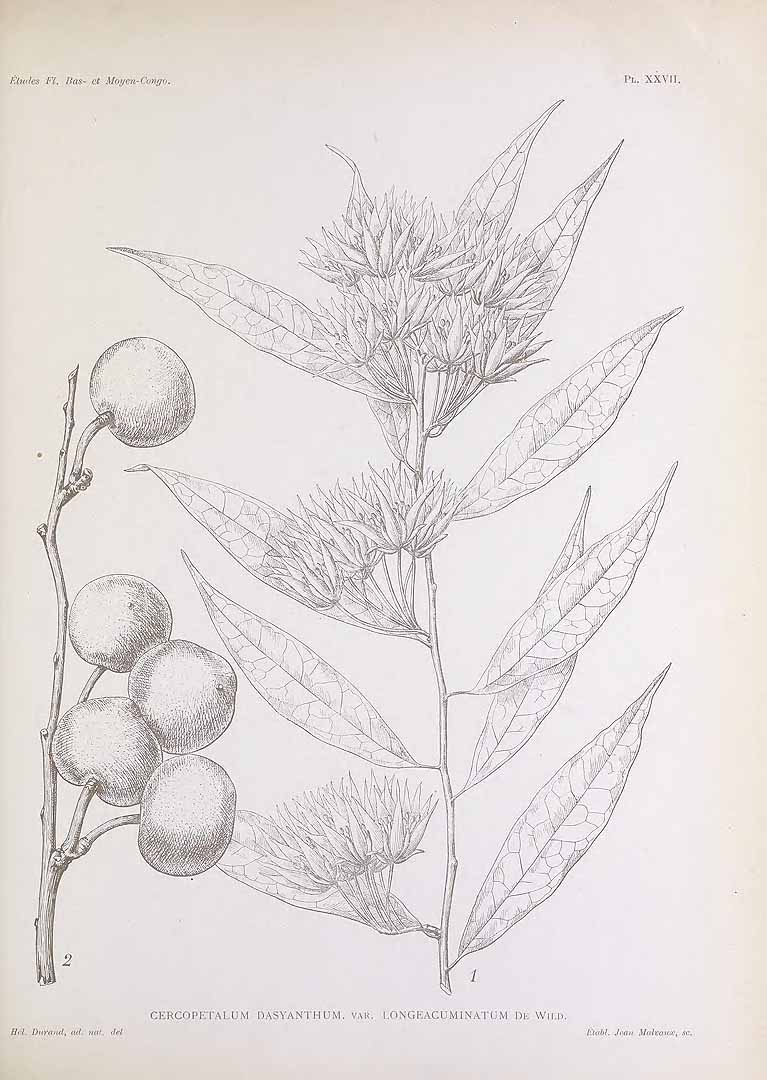
Pentadiplandra brazzeana, destijds Cercopetalum dasyanthum
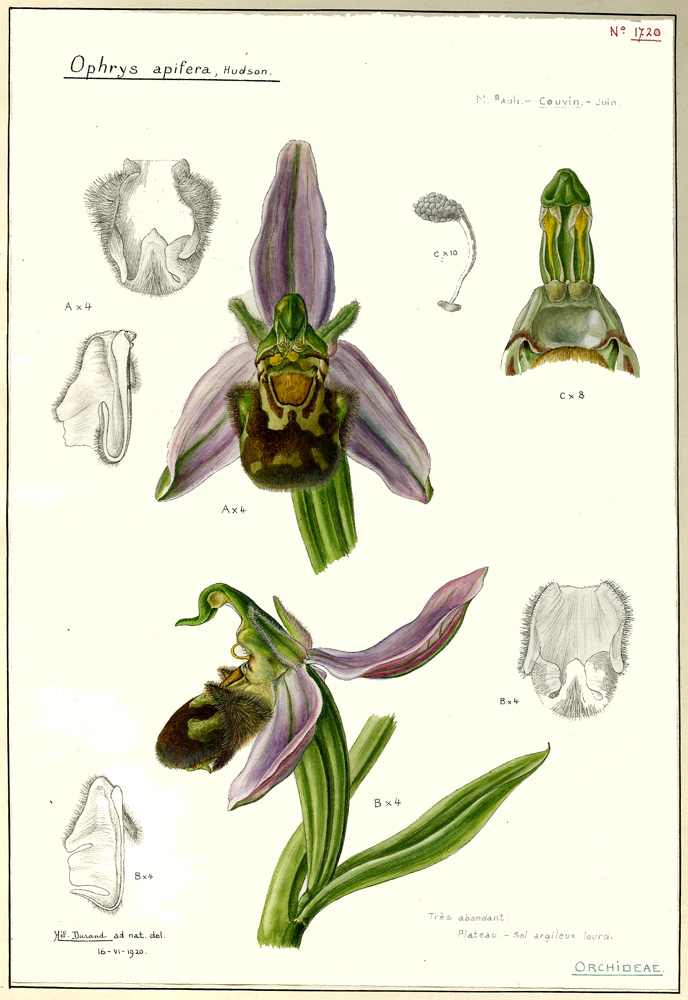
Ophrys apifera
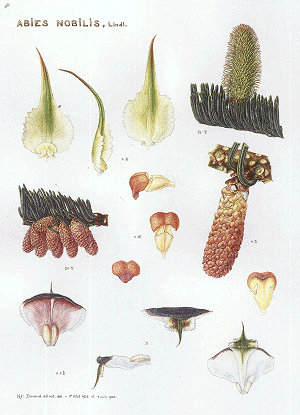
Abies nobilis

- Author citation (botany): H.Durand
- Stuttgart Database of Scientific Illustrators 1450–1950: 2894
- International Standard Name Identifier: 0000 0001 3920 8982
- Nederlandse Thesaurus van Auteursnamen: 283592230
- Réseau des bibliothèques de Suisse occidentale: 02-A012868129
- Système universitaire de documentation: 100585450
- Virtual International Authority File: 218380558
- WorldCat: E39PBJkdmJxR4t9CtjDx7W4Xh3